# Jean-Pierre David Heldenstein
Jean-Pierre David Heldenstein (Ciutat de Luxemburg 29 de desembre de 1792 - Ciutat de Luxemburg 19 d'octubre de 1868) va ser un Farmacèutic i polític luxemburguès. Va ser membre de la Cambra de Diputats de Luxemburg entre el 1848 i 1851. Va ocupar el càrrec d'alcalde de la ciutat de Luxemburg a dos mandats del 1848 al 1850 i del 1855 al 1865.
Va ser fill del farmacèutic François Heldenstein (1749-1824) i pare del també farmacèutic François Heldenstein (1820-1907).